# Pedro Vallana
Pedro Vallana Jeanguenat (ur. 29 listopada 1897 w Getxo, zm. 4 lipca 1980 w Montevideo) – hiszpański piłkarz, obrońca. Srebrny medalista olimpijski z Antwerpii.
Jako piłkarz klubu Arenas Getxo był w kadrze reprezentacji podczas igrzysk olimpijskich w 1920, gdzie Hiszpania zajęła drugie miejsce. Vallana wystąpił w czterech meczach turnieju, brał również udział w kolejnych dwóch edycjach igrzysk olimpijskich. W latach 1920–1928 wystąpił w dwunastu meczach reprezentacji. Sięgał po Puchar Króla w barwach Arenas Getxo (1919).